# Нитрид гольмия(III)
Нитрид гольмия(III) — бинарное неорганическое соединение
гольмия и азота с формулой HoN,
черные с синеватым оттенком кристаллы,
реагируют с водой.

## Получение
- Реакция тонкоизмельчённого металла, его гидрида или амальгамы с азотом:

{\displaystyle {\mathsf {2Ho+N_{2}\ {\xrightarrow {800-1000^{o}C}}\ 2HoN}}}

## Физические свойства
Нитрид гольмия(III) образует кристаллы
кубической сингонии,
пространственная группа F m3m,
параметры ячейки a = 0,487 нм, Z = 4.
Обладает металлической проводимостью.